# Musei del Molise
Questa lista è suscettibile di variazioni e potrebbe essere incompleta o non aggiornata.

Elenco in ordine alfabetico per province dei musei della regione Molise:

(per i musei situati in altre regioni vedi: Musei italiani)
Inserire nuovi musei sotto le relative province. In evidenza i comuni con almeno tre musei segnalati.

## Provincia di Campobasso

### Campobasso
- Museo sannitico
- Museo internazionale del presepio in miniatura Guido Colitti
- Museo dei misteri
- Museo Palazzo Pistilli

### Altri
- Museo civico, Baranello
- Museo civico archeologico e paleontologico, Bojano
- Museo civico, Campochiaro
- Castello Angioino, Civitacampomarano
- Castello di Capua, Gambatesa
- Museo civico, Larino
- Museo dell'arte contadina, Lucito
- Museo della città e del territorio, Sepino
- MACTE - Museo di Arte Contemporanea di Termoli
- Museo diocesano di arte sacra, Trivento

## Provincia di Isernia

### Isernia
- Museo di arte contemporanea di Isernia
- Museo dei costumi del Molise Musec[1]
- Museo nazionale del paleolitico di Isernia
- Museo nazionale di Santa Maria delle Monache

### Agnone
- Museo di arte sacra
- Museo Emidiano
- Museo internazionale della campana della Fonderia pontificia Marinelli

### Venafro
- Museo archeologico di Venafro
- Museo nazionale di Castello Pandone
- Museo WinterLine

### Altri
- Complesso monumentale di San Vincenzo al Volturno, Castel San Vincenzo
- Museo della pietra Chiara Marinelli, Pescopennataro
- Santuario italico, Pietrabbondante
- Museo Internazionale delle Guerre Mondiali, Rocchetta a Volturno
- Museo civico archeologico, San Pietro Avellana
- Museo del profumo, Sant'Elena Sannita
- Museo della zampogna, Scapoli